# 大孔班山
大孔班山（Grand Combin）是阿爾卑斯山脈的山峰，位在瑞士境內，海拔4,314公尺。魏斯峰是本寧阿爾卑斯山脈的一部分，位於瓦萊州。